# GD Fabril
Grupo Desportivo Fabril je portugalský fotbalový klub z města Barreiro v regionu Lisboa. Byl založen v roce 1937 pod názvem Grupo Desportivo CUF do Barreiro. Své domácí zápasy hraje na Estádio Alfredo da Silva s kapacitou 22 000 míst.
Klubové barvy jsou bílá a zelená.
V sezóně 2014/15 hraje v Campeonato Nacional de Seniores (portugalská 3. liga).

## Úspěchy
Národní
- 1× vítěz Segunda Divisão Portuguesa – Série C (1953/54)[pozn. 1][2]

Mezinárodní
- 1× vítěz Poháru Intertoto (1974)[3]